# NovaSAR-S
NovaSAR-S ist ein britischer Erdbeobachtungssatellit und Technologieerprobungssatellit.
Er wurde am 16. September 2018 um 16:37 UTC mit einer PSLV Trägerrakete vom Satish Dhawan Space Centre (zusammen mit SSTL S1-4) in eine sonnensynchrone Umlaufbahn gebracht.
Der dreiachsenstabilisierte Satellit ist mit einem Seitensichtradar mit einer Auflösung von 6 bis 30 m ausgerüstet und soll dem Katastrophenschutz, der Land- und Forstwirtschaft und der Entdeckung und Verfolgung von Schiffen dienen. Er wurde auf Basis des SSTL-300 Satellitenbus der Surrey Satellite Technology (SSTL) zusammen mit EADS Astrium gebaut und besitzt eine geplante Lebensdauer von 7 Jahren. Die britische Regierung unterstützte das Projekt mit 21 Mio. Pfund.
Zur Steuerung und Überwachung des Satelliten erfolgt die Kommunikation im S-Band (2025-2110 MHz, 2200-2290 MHz). Die Nutzdaten werden im X-Band (8,025-8,4 GHz) mit einer Datenrate von 500 MBit/s zur Erde übertragen. Für die Zwischenspeicherung der Daten steht ein Speicher von 544 GByte an Bord des Satelliten zur Verfügung. Das Radar arbeitet im S-Band (3,1-3,3 GHz). Die Antenne ist als Mikrostreifen-Patch-Phased-Array von etwa 3 × 1 m Größe mit 18 Paaren von Unterfeldern mit jeweils 100 Watt Sendeleistung ausgelegt. Die Antennengröße wurde bewusst begrenzt, um die Größe des Satelliten zu begrenzen und damit die Anforderungen an kostengünstige Trägerraketen zu erfüllen.
Das Radar kann sowohl in horizontaler als auch in vertikaler Polarisation senden und empfangen. Damit können Bilder in verschiedenen Polarisationen und Mischbilder verschiedener Polarisationen (HH, VV, HV & VH) erzeugt werden. Die Schwadbreite beträgt je nach Winkel zur Senkrechten zwischen 15 und 20 km (6 m Auflösung), 150 km (30 m Auflösung im SAR Mode) bis zu 750 km (30 m Auflösung für die Schiffsüberwachung).
Als Sekundärnutzlast ist ein AIS-Empfänger an Bord.